# Nisei Goju Ryu
El  Karate Nisei Goju Ryu es un estilo híbrido de Artes marciales mixtas; que combina como bases al estilo Goju Ryu de Karate y el Jujutsu/ jiujitsu. Organizando las técnicas así: 1. Técnicas en las que se aprovecha principalmente la fuerza propia (chikara). 2. Técnicas en las que se aprovecha principalmente la fuerza del contrincante (ju), y 3. Técnicas a través de las cuales se contiene la fuerza de éste.
Dentro del conjunto de técnicas en las que se aprovecha la propia fuerza están las técnicas ofensivas o de golpe con puños, codos, tibias, rodillas, pies (con el empeine y con el talón), técnicas de golpes a mano abierta, proyecciones y derribos. Y las técnicas de combate cuerpo a cuerpo como: barridos, proyecciones, inmovilizaciones, estrangulaciones.
Dentro del conjunto de técnicas en las que se aprovecha principalmente la fuerza del contrincante están: algunas de las técnicas de proyecciones, las técnicas de esquiva y las luxaciones articulares.
Finalmente, dentro del conjunto de técnicas en las que se absorbe la fuerza del contrincante están algunas técnicas de bloqueo corporal propias del boxeo occidental. Así como algunas técnicas de aguante de las patadas del contrincante.